# Masken-Ringbeutler
Der Masken-Ringbeutler (Pseudochirulus larvatus) ist ein Beutelsäuger aus der Familie der Ringbeutler, der im Zentralgebirge von Neuguinea vom Jayawijaya-Gebirge im Westen bis zum Kraetkegebirge und Wau im Osten, auf der Huon-Halbinsel, sowie im Fojagebirge beheimatet ist.

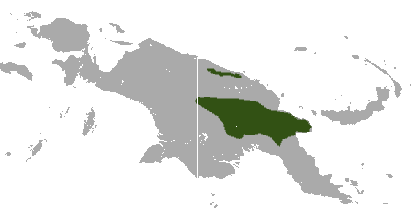
Verbreitungskarte des Masken-Ringbeutlers

## Merkmale
Der Masken-Ringbeutler hat eine Kopf-Rumpf-Länge von 33 bis 35 cm und einen 23 bis 25 cm langen Schwanz. Das Gewicht der Tiere wurde bisher nicht ermittelt. Das Rückenfell ist samtig und rauchgrau, der Bauch ist grau, Brust und der untere Kehlenbereich sind gelblich-weiß. Der vordere Kehle ist schwarz. Von dort verläuft auf beiden Kopfseiten je ein schwarzer Strich zu den Ohren. Das Gesicht ist ockerfarben, die Schnauze ist schwärzlich. Auf der Rückenmitte erstreckt sich ein schwärzliches Band, das über den Kopf bis zur Nase reicht. Der Schwanz ist grau, seine Spitze ist schwarz und an der Unterseite unbehaart.

## Vorkommen, Lebensraum und Lebensweise
Der Masken-Ringbeutler lebt in Primärwäldern und in Sekundärwäldern in Höhen über 500 Metern über dem Meeresspiegel. Die meisten Tiere kommen oberhalb von 1300 Metern vor. Wie alle Ringbeutler ernähren sie sich vor allem von Blättern. Die Tiere wurden jedoch auch dabei beobachtet, dass sie die Rinde von Sloanea- und Syzygium-Arten fraßen. Über das Fortpflanzungsverhalten und das übrige Verhalten der Tiere ist bisher so gut wie nichts bekannt.

## Gefährdung
Die IUCN klassifiziert den Masken-Ringbeutler in die Kategorie „ungefährdet“ (Least Concern). Die Tiere sind relativ häufig und kommen auch mit durch den Menschen beeinflussten Biotopen  zurecht.